# Tephrosia chilensis
Tephrosia chilensis är en ärtväxtart som beskrevs av Ludolph Christian Treviranus. Tephrosia chilensis ingår i släktet Tephrosia och familjen ärtväxter. Inga underarter finns listade i Catalogue of Life.